# The A Team
The A Team ist ein Lied und die Debütsingle des britischen Singer-Songwriters Ed Sheeran aus dem Jahr 2011.

## Entstehung und Veröffentlichung
Das Lied wurde vom Interpreten selbst geschrieben beziehungsweise komponiert. Für die Produktion zeichnete Jake Gosling verantwortlich.
Die Erstveröffentlichung von The A Team erfolgte als digitale Download-Single am 12. Juni 2011. Am 9. September 2011 erschien das Lied als Teil von Sheerans erstem Studioalbum +.

## Musikvideo
Das Musikvideo zu The A Team entstand als Schwarzweißfilm unter der Regie von Ruskin Kyle. Es zählte bis August 2025 über 377 Millionen Aufrufe auf der Videoplattform YouTube.

## Kommerzieller Erfolg

### Chartplatzierungen
| ChartsChartplatzierungen       | Höchstplatzierung | Wochen |
| ------------------------------ | ----------------- | ------ |
| Deutschland (GfK)              | 9 (26 Wo.)        | 26     |
| Österreich (Ö3)                | 19 (18 Wo.)       | 18     |
| Schweiz (IFPI)                 | 23 (25 Wo.)       | 25     |
| Vereinigte Staaten (Billboard) | 16 (33 Wo.)       | 33     |
| Vereinigtes Königreich (OCC)   | 3 (62 Wo.)        | 62     |

| ChartsJahrescharts (2011)    | Platzierung |
| ---------------------------- | ----------- |
| Vereinigtes Königreich (OCC) | 8           |

| ChartsJahrescharts (2012) | Platzierung |
| ------------------------- | ----------- |
| Deutschland (GfK)         | 83          |

| ChartsJahrescharts (2010–2019) | Platzierung |
| ------------------------------ | ----------- |
| Vereinigtes Königreich (OCC)   | 34          |

### Auszeichnungen für Musikverkäufe
| Land/Region                  | Auszeichnungen für Musikverkäufe (Land/Region, Auszeichnung, Verkäufe) | Verkäufe   |
| ---------------------------- | ---------------------------------------------------------------------- | ---------- |
| Australien (ARIA)            | 10× Platin                                                             | 700.000    |
| Dänemark (IFPI)              | 2× Platin                                                              | 180.000    |
| Deutschland (BVMI)           | 2× Platin                                                              | 600.000    |
| Italien (FIMI)               | Platin                                                                 | 30.000     |
| Kanada (MC)                  | 9× Platin                                                              | 720.000    |
| Neuseeland (RMNZ)            | 5× Platin                                                              | 150.000    |
| Niederlande (NVPI)           | Platin                                                                 | 20.000     |
| Norwegen (IFPI)              | 2× Platin                                                              | 20.000     |
| Österreich (IFPI)            | 2× Platin                                                              | 60.000     |
| Schweden (IFPI)              | 2× Platin                                                              | 80.000     |
| Schweiz (IFPI)               | Platin                                                                 | 30.000     |
| Spanien (Promusicae)         | Platin                                                                 | 60.000     |
| Vereinigte Staaten (RIAA)    | 7× Platin                                                              | 7.000.000  |
| Vereinigtes Königreich (BPI) | 5× Platin                                                              | 3.000.000  |
| Insgesamt                    | 50× Platin ·                                                           | 12.650.000 |

Hauptartikel: Ed Sheeran/Auszeichnungen für Musikverkäufe

## Coverversionen (Auswahl)
- 2012: Luca Hänni (Album: My Name Is Luca)[11]
- 2021: Imany (Album: Voodoo Cello)[12]